# Ocean Avenue Acoustic (singolo)
Ocean Avenue Acoustic è un singolo degli Yellowcard, pubblicato il 23 luglio 2013 come prima canzone tratta dall'album omonimo. Si tratta della resa acustica del celebre singolo che ha portato la band al successo nel 2004.
La canzone è stata pubblicata su iTunes come download immediato per chi preordinava l'album (o con la possibilità di acquistare unicamente la canzone singola). Lo stesso giorno il video della canzone ha debuttato in anteprima sul noto sito AbsolutePunk.

## Video musicale
Il video della canzone è un video particolare, perché invece di contenere la versione in studio del singolo accompagnata da clip o immagini, si tratta della videoregistrazione live della canzone cantata dai fan della band in concerto in Messico e nelle Filippine. Il gruppo si può vedere mentre si esibisce sul palco eseguendo la versione acustica della canzone, ma la voce di Ryan non è udibile in quanto eclissata dal coro dei fan. Questo ha suscitato alcune polemiche online tra i fan della band, principalmente perché il sito AbsolutePunk aveva precedentemente molto gonfiato l'esclusiva del video e lasciato intendere che avrebbe ospitato un normale video per la canzone. Ryan Key ha in seguito difeso la scelta della band spiegando che i video delle canzoni al giorno d'oggi non hanno più l'importanza che rivestivano un tempo, e dunque, dato il loro elevato costo, non sarebbe stato saggio spendere soldi per creare un video che di lì a pochi mesi sarebbe stato dimenticato dai più e che in ogni caso non sarebbe potuto essere migliore di quello del 2004 per la canzone originale. Per questo la band ha optato per un video più "artigianale" e a costo zero, che includesse le voci dei fan di due località "esotiche" rispetto alle normali rotte dei tour in segno di ringraziamento da parte della band ai fan di quei due Paesi. Il violinista Sean Mackin ha anche aggiunto che "volevamo semplicemente far vedere che a prescindere dalla località -che fossimo in California, New York, Londra o alle Filippine- gli Yellowcard hanno dei fan meravigliosi, [...] e nel video si sente che hanno completamente coperto le nostre voci cantando in coro, e per noi si è trattato di qualcosa di veramente potente e davvero significativo, e volevamo condividere questa cosa".

## Critica
Secondo Hitthefloor, la resa acustica della canzone è riuscita molto bene, anche se l'aver rallentato leggermente il tempo ha tolto un po' di quella spinta che caratterizzava la versione originale.

## Formazione
- Ryan Key - voce e chitarra
- Sean Mackin - violino e voce
- Longineu Parsons III - batteria
- Ryan Mendez - chitarra
- Josh Portman - basso